# ساقدوش (فیلم ۲۰۰۴)
ساقدوش (انگلیسی: The Bridesmaid) فیلمی درام و تریلر روانشناسانه به کارگردانی کلود شابرول است که در سال ۲۰۰۴ منتشر شد.

## بازیگران
- بونوآ ماژیمل
- اورور کلمان
- میشل دوشوسوآ
- لورا اسمت